# Synagoga w Prisztinie
Synagoga Beit Israel w Prisztinie (z hebr. „Dom Izraela”; serb. Sinagoga u Prištini / Синагога у Приштини) – nieistniejąca synagoga znajdująca się w Prisztinie, stolicy Kosowa.
Synagoga została zbudowana w 1897 roku. Podczas II wojny światowej została zburzona i już nigdy nie odbudowana. Obecnie na jej miejscu znajduje się budynek poczty.